# Velikton Barannikov
Veliton Barranikov est un boxeur soviétique né le 4 juillet 1938 et mort le 29 novembre 2007 à Oulan-Oudé.

## Carrière
Il participe aux Jeux olympiques d'été de 1960 et aux Jeux olympiques d'été de 1964 dans la catégorie des poids légers. À ces derniers, Barranikov remporte la médaille d'argent.

## Palmarès

### Jeux olympiques
- Jeux olympiques d'été de 1964 à Tokyo en poids légers (-60 kg)